# (32826) 1992 DC1
(32826) 1992 DC1 es un asteroide perteneciente al cinturón de asteroides descubierto el 26 de febrero de 1992 por Seiji Ueda y el astrónomo Hiroshi Kaneda desde el Kushiro Marsh Observatory, Hokkaido, Japón.

## Designación y nombre
Designado provisionalmente como 1992 DC1.

## Características orbitales
1992 DC1 está situado a una distancia media del Sol de 2,283 ua, pudiendo alejarse hasta 2,557 ua y acercarse hasta 2,009 ua. Su excentricidad es 0,120 y la inclinación orbital 6,526 grados. Emplea 1260,13 días en completar una órbita alrededor del Sol.

## Características físicas
La magnitud absoluta de 1992 DC1 es 15,03. Tiene 2,808 km de diámetro y su albedo se estima en 0,427. 